# De röda mattorna
De röda mattorna (franska: Les Tapis rouges) är en oljemålning av den franske konstnären Henri Matisse. Den målades 1906 och ingår sedan 1923 i Musée de Grenobles samlingar i Grenoble.
Matisse reste 1906 till oasstaden Biskra i Algeriet. Vid återkomsten till Collioure, en fiskeby vid franska medelhavskusten där han tidvis var bosatt, målade han Blå akt (minne av Biskra) och De röda mattorna. Den senare målningen är ett stilleben som skildrar mattor, keramik och frukter i övervägande röd palett och med orientaliska influenser. Den inköptes 1908 av den franske politikern Marcel Sembat och hans hustru konstnären Georgette Agutte på galleriet Bernheim-Jeune(en). Den 5 september 1922 avled Sembat och samma dag begick Agutte självmord. Deras konstsamlingen förvärvades året därpå av Musée de Grenoble.